# Lauritz Prior
Lauritz Terpager Malling Prior (født 8. juni 1840 i Stege, død 5. april 1879 i København) var en dansk billedhugger.
Han var søn af grosserer H.P. Prior og blev født i Stege 8. juni 1840. Han var oplært til handelen, men opgav denne virksomhed og blev 1857 elev hos H.W. Bissen. Han gik på Kunstakademiet og vandt begge sølvmedaljer (1859-60). I 1860 udstillede han første gang, solgte 1862 en billedstøtte, Narcissus, til Statens Samling, vandt 1863 den Neuhausenske Præmie for en statue af C.W. Eckersberg og solgte atter 1864 et arbejde til Statens samling, Odysseus og Calypso. I årene 1862-66 var han udenlands, den længste tid i Rom. Efter hjemkomsten vandt han 1869 en halv Eibeschützsk Præmie for et arbejde af det Gamle Testamente, Hagar og Ismael. Han deltog senere i konkurrencen om en billedstøtte af H.C. Andersen. Allerede 1866 smykkede han en atelierbygning, som faderen 1865-66 lod opføre i Bredgade ved arkitekt Vilhelm Petersen, hvorved han første gang fik lejlighed til at vise sine evner for plastisk dekoration, i 1869 udførte han en kolossal figur, Danmark, til kommunens fest i Rosenborg Have og udviklede sig nu mere og mere til en dygtig kunstner i dekorativ plastik. Blandt hans senere arbejder i denne retning kunne nævnes nogle statuer på Industriforeningens bygning (nedrevet 1977), relieffer til Frederiksborg Slot og Det Kongelige Teater m.fl. Forholdsvis ung afgik han ved døden 5. april 1879 efter langvarig sygdom. Hans sidste arbejder var en buste af kammersanger Niels Juel Simonsen og en portrætmedaljon af landskabsmaler Frederik Kraft.
Prior var 12. april 1870 blevet gift med Magdalene Bendixsen (9. marts 1852 i Thisted - 21. april 1916 i Hellerup), datter af købmand, tobaksfabrikant, vicekonsul Frederik Carl Bendixsen og Amalie født Pontoppidan. Han er begravet på Gentofte Kirkegård.

## Værker
- Portræt af faderen (buste, 1859)
- Billedhuggeren Walter Runeberg (buste, gips 1861, Glyptoteket og Runeberg-museet i Borgå, Finland)
- Narcissus (gips, 1861, Statens Museum for Kunst)
- Kain efter brodermordet (gips, 1861, tidligere Nordjyllands Kunstmuseum)
- C.W. Eckersberg (statuette, bemalet gips, 1862, Glyptoteket, Neuhausens Præmie 1863)
- Skuespilleren Ludvig Phister (gipsbuste, 1862, Glyptoteket, Teatermuseet)
- Portræt af italiensk model (gipsbuste, 1863, Glyptoteket)
- C.W. Eckersberg (brændtlersbuste, ca. 1863, Den Hirschsprungske Samling)
- Odysseus og Calypso (1863, tidl. Nordjyllands Kunstmuseum)
- Andromeda (gips, 1864)
- Amor og Psyche (statuegruppe, Rom 1865, marmor 1866, udstillet på Salonen, Paris, Statens Museum for Kunst)
- To søskende (statuette, brændtlersskitse, 1866, Glyptoteket)
- 3 relieffer og 6 portrætmedaljoner, facaden på Atelierbygningen, nu Bruun Rasmussen Kunstauktioner, Bredgade 33 (1866-67)
- Frederik VII (bronzebuste, afsløret 1867, Thisted og Torvet i Maribo[1][2][3])
- samme (bronzebuste, afsløret 1868, Vordingborg og Præstø)
- Marsk Stigs døtre (udstillet 1868)
- Hagar og Ismael (gips, halv Eibeschütz' Præmie 1869, tidl. Nordjyllands Kunstmuseum)
- dekoration i Rosenborg Have i anledning af kronprinsens bryllup 1869
- Bertel Thorvaldsen (kolossalbuste, 1870, Thorvaldsens Museum)
- En ung Bacchus og To små satyrer slås om en drueklase (statuetter, udstillet 1871)
- arkitektoniske dekorationsfigurer til Industribygningens tag, Vesterbrogade, København (1872, sammen med Vilhelm Bissen, forsvundet)
- dekorationer til Frederiksborg Slot, Riddersalens loft
- dekorationer til Det Kongelige Teater, Kongens Nytorv (1872-74, modeller til det plastiske arbejder på lofterne i tilskuerrum og foyer, portrætmedaljoner på balkonrækken)
- 2 romerske børn (marmorstatuette, udstillet 1873)
- Euterpe (gips, 1874, Det kgl. Teater)
- H.C. Andersen (skitse og udkast i halv størrelse til konkurrence om monument 1876, H.C. Andersens Hus, Odense)
- Portræt af faderen (1876, Handels- og Søfartsmuseet)
- Niels Juel Simonsen (buste, 1877, Teatermuseet)
- Frederik Kraft (portrætmedaljon, ca. 1877, udstillet i marmor 1879, Kunstakademiet)
- Jørgen Fog Steenberg, efter tegning af J.V. Gertner (gipsmedaljon, Medicinsk Museion)
- deltog i udførelsen af Thorvaldsens Johannes-gruppe til Vor Frue Kirke, København
- Jacob d.æ. (medaljon over hovedindgang til Sankt Jakobs Kirke, Østerbrogade, København)
- Danmark (kolossalstatue, udateret)
- Niels Juel (buste, udateret)
- Griffenfeld (buste, udateret)
- Ryge (buste, udateret)
- Johan Herman Wessel (buste)